# Pyrausta acutidentalis
Pyrausta acutidentalis là một loài bướm đêm trong họ Crambidae.